# Maura Camoirano
Maura Camoirano (Cairo Montenotte, 18 aprile 1950 – Savona, 27 gennaio 2020) è stata una politica italiana, deputata alla Camera dal 1992 al 2001.

## Biografia
Nata il 18 aprile 1950 a Cairo Montenotte, in provincia di Savona, dopo la militanza giovanile nel Partito Comunista Italiano (PCI), nelle cui file si candidò senza successo alle politiche del 1976, aderisce al suo scioglimento con la svolta della Bolognina di Achille Occhetto nel 1991, aderendo alla nascita del post-comunista Partito Democratico della Sinistra (PDS).
In occasione delle elezioni politiche del 1992 viene eletta alla Camera dei deputati, nella circoscrizione Genova-Imperia-La Spezia-Savona ricevendo 9 772 preferenze.
Fu rieletta alle politiche del 1994, sempre nelle liste del PDS  (circoscrizione Liguria).
Alle politiche del 1996 si è ricandidata alla Camera dei deputati nel collegio uninominale di Savona, sostenuto dalla coalizione di centro-sinistra de L'Ulivo in quota PDS, dove viene rieletta deputata alla Camera con il 54,32% dei voti contro i candidati del Polo per le Libertà Enrico Mozzoni (33,84%) e della Lega Nord Guglielmo Giusti (11,85%).
Nel periodo dal 15 maggio 1996 al 29 maggio 2001 ha ricoperto l'incarico di Questore presso l'Ufficio di Presidenza della Camera dei Deputati.
Nel 1998 aderisce alla svolta in chiave moderna di Massimo D'Alema dal PDS ai Democratici di Sinistra (DS), per unificare il PDS con altre forze della sinistra italiana e "ammainare" definitivamente il simbolo falce e martello, in favore alla rosa della socialdemocrazia.
Terminò il mandato di parlamentare nel 2001.

### Morte
Muore nella mattina del 27 gennaio 2020, all’ospedale San Paolo di Savona.